# فران دريشر
فران دريشر (بالإنجليزية: Fran Drescher) مواليد 30 سبتمبر 1957 في كوينز، نيويورك، هي ممثلة أمريكية بدأت مسيرتها الفنية عام 1977.

## الأعمال
- حمى ليلة السبت
- يو أتش إف
- فندق ترانسلفانيا
- فندق ترانسلفانيا 2
- فندق ترانسلفانيا 3

## روابط خارجية
- فران دريشر على موقع IMDb (الإنجليزية)
- فران دريشر على موقع روتن توميتوز (الإنجليزية)
- فران دريشر على موقع مونزينجر (الألمانية)
- فران دريشر على موقع ألو سيني (الفرنسية)
- فران دريشر على موقع أول موفي (الإنجليزية)
- فران دريشر على موقع قاعدة بيانات برودواي على الإنترنت (الإنجليزية)
- فران دريشر على موقع قاعدة بيانات الأفلام السويدية (السويدية)
- فران دريشر على موقع إن إن دي بي (الإنجليزية)
- فران دريشر على موقع قاعدة بيانات الفيلم (الإنجليزية)
- فران دريشر على موقع كينوبويسك (الروسية)